# انتخابات الرئاسة الغواتيمالية 1898
انتخابات الرئاسة الغواتيمالية 1898 هي انتخابات رئاسية جرت في 1898، في غواتيمالا.
فاز بالانتخابات مانويل إسترادا كابريرا.